# David Grey
David Grey (Henderson, ...) è un giocatore di poker statunitense.

## Biografia
Meglio conosciuto come giocatore di cash game, ha ottenuto buoni risultati anche nei tornei di poker sportivo.
Oltre ai due braccialetti vinti alle WSOP 1999 e 2005, è riuscito a centrare un tavolo finale al Main Event delle WSOP 2003, terminando all'ottavo posto e vincendo $160.000 (il braccialetto fu poi vinto da Chris Moneymaker).
Al gennaio 2012, le sue vincite nei tornei superano i $1.500.000 di cui $913.691 derivano esclusivamente dalle WSOP.

## Braccialetti WSOP
| Anno | Torneo                                     | Premio   |
| ---- | ------------------------------------------ | -------- |
| 1999 | $2.500 Seven Card Stud                     | $199.000 |
| 2005 | $5.000 No Limit 2 to 7 Single Draw Lowball | $365.135 |